# ميتشيو تاكاهاشي
ميتشيو تاكاهاشي (باليابانية: 高橋通夫) (و. 1905 – 1993 م) مصور سينمائي من اليابان. في طوكيو.
عن عمر يناهز 88 عاماً.

## وصلات خارجية
- ميتشيو تاكاهاشي على موقع IMDb (الإنجليزية)
- ميتشيو تاكاهاشي على موقع قاعدة بيانات الفيلم (الإنجليزية)